# Vojtěch Lukaštík
Vojtěch Lukaštík (též Lukaščík, 11. července 1921 Chropyně – 8. ledna 1943 Jankovice) byl československý voják a příslušník výsadkové skupiny Intransitive.

## Mládí
Narodil se 11. července 1921 v Chropyni svobodné matce Anně Lukaštíkové, otec zemřel krátce po synově narození. Matka se později provdala, z manželství vzešly dvě děti Lída a Anna Kočvarovi.
Vychováván byl tetou Filomenou Rozsypalovou, v době, kdy byla jeho matka zatčena[zdroj?]. Obecnou školu a dva ročníky měšťanské absolvoval v Chropyni. Poté se začal učit strojním zámečníkem, učení nedokončil a dále se živil v různých pomocných zaměstnáních.

## V exilu
Po okupaci českých zemí odešel v červenci 1939 do Polska. Zde podepsal závazek do Cizinecké legie a následně byl přesunut do Tunisu. V září 1939 byl začleněn do československých jednotek v Agde a zařazen do 10. roty 1. pěšího pluku 1. československé pěší divize, v jejichž řadách se zúčastnil bojů o Francii. Vyznamenal se v bojích na Loiře. Na egyptské lodi Rod el Farag přeplul 26. června 1940 do Velké Británie. Zde byl začleněn do 3. roty 1. pěšího praporu 1. československé smíšené brigády. 1. února 1941 byl povýšen na desátníka a v červenci téhož roku se dobrovolně přihlásil k výcviku pro zvláštní operace. Od 17. července 1941 do 5. ledna 1942 absolvoval parakurz a doplňující výcvik. Po absolvování výcviku byl zařazen do výsadkové skupiny Intransitive.

## Nasazení
Společně s ostatními seskočil 30. dubna 1942 nedaleko Rožmitálu pod Třemšínem. Skupina se nesešla, ale po seskoku nalezl zraněného Ludvíka Cupala ze skupiny Tin, jehož odvezl nejprve na záchytnou adresu do Rokycan k penzionovanému železničáři Václavu Stehlíkovi, který zajistil ošetření u doktora Zdenko Čápa. Poté odjeli 1. května na jižní Moravu. Protože ztratil kontakt se členy své skupiny, snažil se s Cupalem bez úspěchu splnit jeho úkol a zastřelit Emanuela Moravce. Na podzim 1942 oba parašutisté vytvořili v oblasti Bzenecka ilegální síť a snažili se provádět diverzní činnost na železnicích. Na základě udání ale byl vypátrán gestapem v Jankovicích a po přestřelce se v bezvýchodné situaci zastřelil.

## Po válce
Dne 3. září 1945 byl in memoriam jmenován podporučíkem pěchoty, 1. prosince 1945 byl povýšen na poručíka pěchoty a následně na nadporučíka pěchoty v záloze.
Jeho jméno je uvedeno na pamětní desce na náměstí Svobody v Chropyni.

## Vyznamenání
- 1940 –  Croix de Guerre 1939-1945
- 1944 –  Pamětní medaile československé armády v zahraničí se štítky Francie a Velká Británie
- 1945 –  Československý válečný kříž 1939